# Leptobrachella
Leptobrachella é um género da família Megophryidae da ordem Anura e podem ser encontrados em Bornéu e Ilhas Natuna.

## Espécies
- Leptobrachella baluensis Smith, 1931.
- Leptobrachella brevicrus Dring, 1984.
- Leptobrachella mjobergi Smith, 1925.
- Leptobrachella natunae (Günther, 1895).
- Leptobrachella palmata Inger & Stuebing, 1992.
- Leptobrachella parva Dring, 1984.
- Leptobrachella serasanae Dring, 1984.